# Світанок (фільм, 1988)
Світанок (англ. The Dawning) — фільм англійського режисера Роберта Найтса, знятий за мотивами роману ірландської письменниці Дженіфер Джонсон «Старий жартівник».
Прем’єра фільму відбулася на міжнародному кінофестивалі у Монреалі у серпні 1988 року.

## Сюжет
Події фільму відбуваються в Ірландії, напередодні англо-ірландської війни, у 1919 році.
Ненсі Гуллівер, яка мешкає із своєю тіткою Мері та дідусем – ветераном Кримської війни, щойно закінчила школу та святкує своє 18-річчя. Вона закохана в свого давнього друга Гаррі, але він вважає її недостатньо дорослою для серйозних відносин. 
Ненсі дивиться на світ крізь призму романів, які зберігає на книжковій полиці у маленькому будиночку на березі моря. Та одного разу, прийшовши до моря відпочити, вона зустрічає поблизу будинку незнайомця, який уникає відповідей на її запитання, проте повідомляє, що у своєму дитинстві грав у цьому ж будинку. Зацікавлена дівчина називає його Кассіусом та проводить із ним багато часу у бесідах, в яких світ відкривається для неї з іншого боку. Кассіус виявляється колишнім офіцером британської армії, який брав участь у Першій світовій війні, а потім обрав шлях боротьби за незалежність своєї країни у лавах ІРА.
Одного дня Ненсі виконує його доручення, після чого стає свідком вбивства бійцями ІРА декількох британських офіцерів.
До неї додому приходять британські військові та надають домашнім фото чоловіка, якого вони розшукують. Тітка Мері впізнає Ангуса Баррі, колишнього сусіда, якого вона вважала померлим, Ненсі – Кассіуса, але вони нічого не кажуть військовим.
Ненсі намагається попередити свого знайомого про небезпеку, але занадто пізно – британські військові на її очах вбивають Кассіуса. 

## Відзнаки та нагороди
У 1988 році фільм був відзначений призом журі та призом екуменічного журі міжнародного кінофестивалю у Монреалі.